# Elizabeth Cailo
Elizabeth Cailo, (née le 2 juillet 1987) est une joueuse angolaise de handball qui joue au poste d'ailière gauche dans le club Primeiro de Agosto et elle est membre de l'équipe d'Angola de handball féminin.
Elle a représenté l'Angola aux Jeux olympiques 2008 et au Championnat du monde de handball féminin 2015 au Danemark.

## Palmarès

### En équipe nationale
Jeux olympiques
- 12e place aux Jeux olympiques 2008

Championnats du monde
- 16e place au Championnat du monde 2015

Championnats d'Afrique
- Médaille d'or aux Jeux africains 2015.